# Okrouhlá (Liberec)
Okrouhlá é uma comuna checa localizada na região de Liberec, distrito de Česká Lípa‎.